# Kimch’aek
Kimch’aek (kor. 김책, Kim Czhek, do 1951 roku Sŏngjin (성진; 城津)) – miasto we wschodniej Korei Północnej, w prowincji Hamgyŏng Północny, nad Morzem Japońskim. W 2008 roku liczyło ok. 207 tys. mieszkańców. Ośrodek przemysłu metalurgicznego, papierniczego i stoczniowego. W mieście znajduje się port handlowy i rybacki oraz Instytut Politechniczny.

## Historia
Początkowo uboga wioska rybacka, która zaczęła się rozwijać od momentu otwarcia portu dla handlu zagranicznego w 1899 roku, eksportując produkty rolnicze, morskie, drzewo i skóry wołowe. W latach 30. XX w. przekształciła się w miasto przemysłowe, wykorzystujące pobliskie złoża surowców mineralnych. W 1951 roku zmieniono nazwę miasta z Sŏngjin na Kimch’aek, na cześć północnokoreańskiego generała Kim Ch’aeka, który zginął w czasie wojny koreańskiej.